# NGC 7166
NGC 7166 é uma galáxia elíptica (E-S0) localizada na direcção da constelação de Grus. Possui uma declinação de -43° 23' 24" e uma ascensão recta de 22 horas, 00 minutos e 32,7 segundos.
A galáxia NGC 7166 foi descoberta em 5 de Setembro de 1834 por John Herschel.